# ديلي أديليي
أيوديلي أديليي (بالإنجليزية: Ayodele Adeleye)‏ (مواليد 25 ديسمبر 1988 في لاغوس) لاعب كرة قدم نيجيري يلعب حاليا في نادي ميتالوره دونيتسك الأوكراني .

## روابط خارجية
- ديلي أديليي على موقع الاتحاد الدولي (مؤرشف)  (الإنجليزية)
- ديلي أديليي على موقع اتحاد أوكرانيا (الإنجليزية)
- ديلي أديليي على موقع قاعدة بيانات كرة القدم.إي يو (الإنجليزية)
- ديلي أديليي على موقع ناشيونال فوتبول تيمز (الإنجليزية)
- ديلي أديليي على موقع Soccerway.com (الإنجليزية)
- ديلي أديليي على موقع عالم كرة القدم.نت (الإنجليزية)
- ديلي أديليي على موقع كووورة
- ديلي أديليي على موقع أوليمبيديا (الإنجليزية)
- ديلي أديليي على موقع AS.com (الإسبانية)